# Waterzooi
Il waterzooi è un piatto tipico delle Fiandre. Si tratta di un tipo di stufato, o zuppa, generalmente a base di pesce (viszooitje), sebbene possa essere realizzato anche con il pollo (kippenwaterzooi). Altri ingredienti includono verdure come carote, porri e patate, uova, burro e diverse spezie e creme.
Il waterzooi di pesce può essere realizzato sia con pesci di mare che di acqua dolce; alcune specie comunemente usate per preparare la pietanza sono l'anguilla, la spigola, il merluzzo e la carpa.
Il piatto è normalmente servito come una zuppa, accompagnato da pane (tipicamente la baguette) per raccogliere il liquido.
Il nome del piatto è olandese, e significa "acqua che bolle" (zooien significa "bollire"). Nei Paesi Bassi il piatto è noto anche come Gentse Waterzooi, con riferimento alla città belga di Gand di cui la pietanza è originaria.